# 4243 Nankivell
4243 Nankivell (1981 GF1) là một tiểu hành tinh vành đai chính được phát hiện ngày 4 tháng 4 năm 1981 bởi Alan C. Gilmore và Pamela M. Kilmartin ở Lake Tekapo.